# Душан Карагеоргієвич
Душан Карагеоргієвич (серб. Душан Карађорђевић, нар. 25 вересня 1977) — принц Югославії та Сербії, син принца Александра Карагеоргієвича та принцеси Ліхтенштейнської Барбари Елеонори.

## Біографія
Душан народився 25 вересня 1977 року у Санкт-Галлені, Швейцарія. Є єдиним сином принца Александра Карагеоргієвича та його другої дружини Барбари Ліхтенштейнської. Від першого шлюбу батька має старших братів Димитрія, Михайла та Сергія й сестру Єлену.
Невдовзі після його народження батьки переїхали до Парижу. Хлопчик провів дитинство між Ліхтенштейном і столицею Франції. Часто навідував бабусю Ольгу Грецьку, що жила у Шефері. На Різдво та Великдень родина їздила до Вадуцу, де жила бабуся по материнській лінії — Кароліна.
У вісім років батьки відправили його до престижної британської  школи у Самерфілді біля Оксфорда. До англійського життя звикнути було важко, однак, принц із задоволенням вивчав історію, географію та іноземні мови, грав у футбол, теніс та регбі, займався дзюдо.
Після закінчення початкової школи Душан перейшов до Harrow School біля Лондона. Там основними курсами стали географія, французька та німецька мови. Після закінчення середньої школи працював у ЮНЕСКО, відвідував Танзанію, підіймався на Кіліманджаро, брав участь у сафарі. 
У 17 років був волонтером авіації, навчався у льотній школі британських ВПС. Чотири місяці вивчав сербську мову.
Згодом вивчав міжнародне право в університеті Макгілла в Канаді. Після повернення до Парижу працював у компанії L'Oréal та на ТБ Eurosport.
У 2007 працював у повітряній вантажній компанії Intercontinental Aero Leasing.
Своїми найкращими друзями називає братів Димитрія та Михайла.
У 2018 році узяв шлюб із багаторічною партнеркою Валерією Демузіо в Нью-Йорку. 25 травня 2019 року відбулося їхнє вінчання  в Опленаці.